# Paul Heimen
Paul Heimen (* 16. März 1898 in Kaldenkirchen; † 25. August 1978 in Herongen) war ein niederrheinischer Maler.

## Leben und Werk
Nach dem Ersten Weltkrieg musste Paul Heimen aus wirtschaftlichen Erwägungen als Gebrauchsgrafiker arbeiten, eine Tätigkeit, die er mit Unterbrechungen von 1918 bis 1967 im niederländischen Venlo ausübte. Von 1927 bis 1934 studierte er Kunst am „Hooger Institut voor Schoone Kunsten“ in Antwerpen und war Schüler von Isidor Opsomer. Nach seinem Studium arbeitete er ein Jahr in Antwerpen in einem eigenen Atelier. 1937 erhielt er den Kunstpreis der Stadt Rheydt. Nach dem Zweiten Weltkrieg, den Heimen als Soldat in Osnabrück erlebte, zog er nach Louisenburg bei Straelen, wo er bis zu seinem Tod mit seiner Familie lebte und sich intensiv mit der Malerei beschäftigt. Sein Hauptthema war der Niederrhein, den er in Stillleben, Akten, Porträts und Landschaftsbildern darstellte. Heimen distanzierte „sich bewußt von den künstlerischen Experimenten seiner Zeit“. Er lehnte die modernen Kunstrichtungen als technisch unausgereift ab und sagte über seine Kunst: „Kunst muss folgerichtig entwickelt werden. Der Künstler muss sich kritisch und um Gestaltung bis ins letzte Detail bemüht mit seinem Werk auseinandersetzen“.
Ein großer Teil seines Gesamtwerks besteht aus Akten und Porträts, in späteren Jahren dominierten Landschaften und Stillleben. Nach dem Krieg nahm Heimen an den Ausstellungen der Hüttenwerke Rheinhausen teil; die Bilder für die Ausstellung „Künstler sehen ein Hüttenwerk“ waren vor Ort in den Rheinhausener Werkhallen entstanden. Über Heimens Reisebilder schrieb die Kunstkritikerin Sigrid Blomen-Radermacher: „Seine Palette reicht von den schweren, pastosen, getragenen Landschaften über farbensprühende Blumenstücke und der Erfassung des Wesentlichen eines Charakters im Porträt bis hin zu Bildern voller Leichtigkeit.“
Arbeiten Heimens befinden sich in Sammlungen des Mönchengladbacher Museums Abteiberg sowie der Städte Mönchengladbach, Viersen und Nettetal. In Dülken wurde eine Straße nach ihm benannt.

## Ausstellungen (Auswahl)
- 1928: Institut Supérieure de Beaux Arts, Antwerpen
- 1929: Kaiser-Wilhelm-Museum, Krefeld
- 1937: Stadthalle, Rheydt
- 1939: Haus der Kunst, Mönchengladbach
- 1942: Festhalle Viersen
- 1946: Städtisches Museum, Mönchengladbach
- 1954: Burg Ingenhoven, Lobberich
- 1957: Städtisches Kramer Museum, Kempen
- 1966: Rathaus Krefeld
- 1970: Landesgartenschau Grefrath
- 1972: Galerie Kocken, Kevelaer
- 2000: Städtische Galerie im Park Viersen